# 李祖年 (进士)
李祖年（1869年—1928年），字搢臣，号纪堂，江蘇武進縣（今屬常州市）人。清末民初政治人物。

## 生平
光緒二十年（1894年）甲午恩科二甲第八名進士，榜名組紳。同年五月，改翰林院庶吉士；光緒二十一年四月，散館，著以知县即用。歷任山東文登縣知縣，升山西宁武府、太原府知府。民国初年，歷任山西省財政廳長，全國煙酒事務署署長等職。《晚晴簃诗汇》收其诗三首。

## 家庭
子李宗恩，中央研究院院士。